# Midnight (manga)
Pour les articles homonymes, voir Midnight (homonymie).
Midnight (ミッドナイト, Middonaito) est un shōnen manga de Osamu Tezuka en 4 volumes sortis en 1986 et 1987.

## Synopsis
«La nuit a mille-et-un visages dont tour à tour, un homme se penche, son nom : Midnight» (ouverture de chaque épisode). Il ne s'agit pas d'un taxi légal, en effet, Midnight conduit sans licence et est un ancien voyou chef d'une bande nommée les «Dark Vador». Tour à tour, Midnight découvre les différents visages des êtres humains et s'interroge à son tour sur sa condition humaine. Entre quelques retours en arrière sur son passé, du douloureux état végétatif de sa petite-amie et de quelques confrontations avec la mafia ou gangsters ou d'une faille temporelle, la voiture de Midnight est vraiment blindée, comme il l'aurait dit…

### Documentation
- Karen Merveille, « Midnight », dans Manga 10 000 Images n°2, Versailles : Éditions H, février 2009, p. 162-163.